# Diostrombus carnosa
Diostrombus carnosa är en insektsart som först beskrevs av John Obadiah Westwood 1851.  Diostrombus carnosa ingår i släktet Diostrombus och familjen Derbidae. Inga underarter finns listade i Catalogue of Life.